# Пітер Реткліфф
Пітер Реткліфф (англ. Peter John Ratcliffe; нар. 14 травня 1954, Моркем, Англія) — британський учений-медик та молекулярний біолог, фахівець зі споживання клітинами організму людини кисню (oxygen sensing), а також з гіпоксії. Директор оксфордського Target Discovery Institute (TDI), член «Ludwig Institute for Cancer Research», також директор з клінічних досліджень Francis Crick Institute.

## Біографія
Виріс у північному Ланкаширі. Навчався медицині у Gonville and Caius College, Cambridge. Пройшов клінічну підготовку у найстаршій лікарні Лондона шпиталь Святого Варфоломія. В 1978 році здобув ступінь Bachelor of Medicine, Bachelor of Surgery. Потім працював у London postgraduate hospitals, після чого навчався нефрології в Оксфорді, проте потім перенавчитися - з молекулярної біології, і в 1990 році як старший фелло Wellcome Trust заснував в Оксфорді лабораторію біології гіпоксії, яку очолював понад 20 років. В 1987 році здобув ступінь доктора медицини MD у Кембриджському університеті. З 1996 року професор, з 2003 (4?) — 2016 року професор імені Наффілд (Nuffield Professor) Оксфордського університету. Нині директор оксфордського Target Discovery Institute (TDI),  член Ludwig Institute for Cancer Research, з 2016 року також директор з клінічних досліджень Francis Crick Institute.

## Нагороди та визнання
- 1991: Milne-Muerke Foundation Award
- 1998: Премія Грейама Булла
- 2002: член Лондонського королівського товариства[9]
- 2009: Louis-Jeantet Prize for Medicine[en][10]
- 2002: International Society for Blood Purification Award
- 2002: член Академії медичних наук Великої Британії[en]
- 2006: член EMBO
- 2006: Круніанська лекція
- 2007: іноземний почесний член Американської академії мистецтв і наук[11]
- 2010: Міжнародна премія Гайрднера, Канада[12]
- 2011: Медаль Бейлі, лондонської королівської колегії лікарів
- 2012: Pasarow Award[de] однойменного фонду
- 2012: Grand Prix scientifique de la Fondation Lefoulon-Delalande[en]
- 2013: Jakob-Herz-Preis[de], німецький Університет Ерлангена-Нюрнберга[13]
- 2014: лицар-бакалавр[14]
- 2014: Премія Вайлі[en] однойменного фонду (спільно з Вільям Келін, Грег Семенза та Стефан Макнайт[en])[15]
- 2016: Премія Альберта Ласкера за фундаментальні медичні дослідження (спільно з Вільям Келін, Грег Семенза)[16]
- 2017: Buchanan Medal[en] Лондонського королівського товариства[17]
- 2018: Премія Мессрі[en][18]
- 2019: Нобелівська премія з фізіології або медицини[19][20]

## Доробок
- mit P.H.Maxwell,  M.S.Wiesener,  G.-W.Chang,  S.C.Clifford, E.C.Vaux, M.E.Cockman, C.C.Wykoff, C.W.Pugh, E.R.Maher: The tumour suppressor protein VHL targets hypoxia-inducible factors for oxygen-dependent proteolysis, Nature, Band 399, 1999, S. 271–275.
- mit P .Jaakkola, D.R. Mole, Y.-M.Tian, M.I.Wilson, J. Gielbert, S.J.Gaskell, A. von Kriegsheim, H.F. Hebestreit, M. Mukherji, C.J. Schofield, P.H. Maxwell, C.W. Pugh: Targeting of HIF-a to the von Hippel-Lindau ubiquitylation complex by O2-regulated prolyl hydroxylation,  Science, Band 292, 2001, S. 468–472.
- mit A.C.R.Epstein, J.M.Gleadle, L.A.McNeill, K.S.Hewitson, J.F.O’Rourke, D.R.Mole, M.Mukherji, E.Metzen, M.I.Wilson, A.Dhanda, Y.-M.Tian, N.Masson, D.L.Hamilton, P.Jaakkola, R.Barstead, J.Hodgkin, P.H.Maxwell, C.W.Pugh, C.J.Schofield: C. elegans EGL-9 and mammalian homologs define a family of dioxygenases that regulate HIF by prolyl hydroxylation, Cell, Band 107, 2001, S. 43–54
- mit M. E. Cockman u. a.:  Proteomics-based identification of novel factor inhibiting HIF (FIH) substrates indicates widespread asparaginyl hydroxylation of ankyrin repeat domain-containing proteins,  Molecular & Cellular Proteomics, Band 8, 2009, S. 535–546.
- mit M. Mazzone u. a.: Heterozygous deficiency of PHD2 restores tumor oxygenation and inhibits metastasis via endothelial normalization, Cell, Band 136, 2009, S. 839–851.
- mit J. Adam u. a.: Renal cyst formation in Fh1-deficient mice is independent of the Hif/Phd pathway: roles for fumarate in KEAP1 succination and Nrf2 signaling, Cancer Cell, Band 20,. 2011, S. 524–537.
- mit N. Masson u. a.: The FIH hydroxylase is a cellular peroxide sensor that modulates HIF transcriptional activity, EMBO Rep., Band 13, 2012,  251–257.
- mit J. Schödel u. a.: Common genetic variants at the 11q13.3 renal cancer susceptibility locus influence binding of HIF to an enhancer of cyclin D1expression, Nature Genetics, Band 44, 2012, S. 420–425.